# المزاعم الإقليمية السوفيتية في تركيا
- الحدود في العام 1945
- مزاعم إقليمية بواسطة الاتحاد السوفيتي
- الخطط السوفيتية للتوسع على نطاق أوسع في تركيا
- حدود المزاعم الاقليمية لجمهورية أرمينيا الاشتراكية السوفيتية (أرمينيا الغربية)
- حدود المزاعم الإقليمية من الجمهورية الجورجية السوفيتية الاشتراكية (تاو كلارجيتي ولازيستان)
- حدود مقترحة لجمهورية لازيستان السوفيتية الاشتراكية ذاتية الحكم

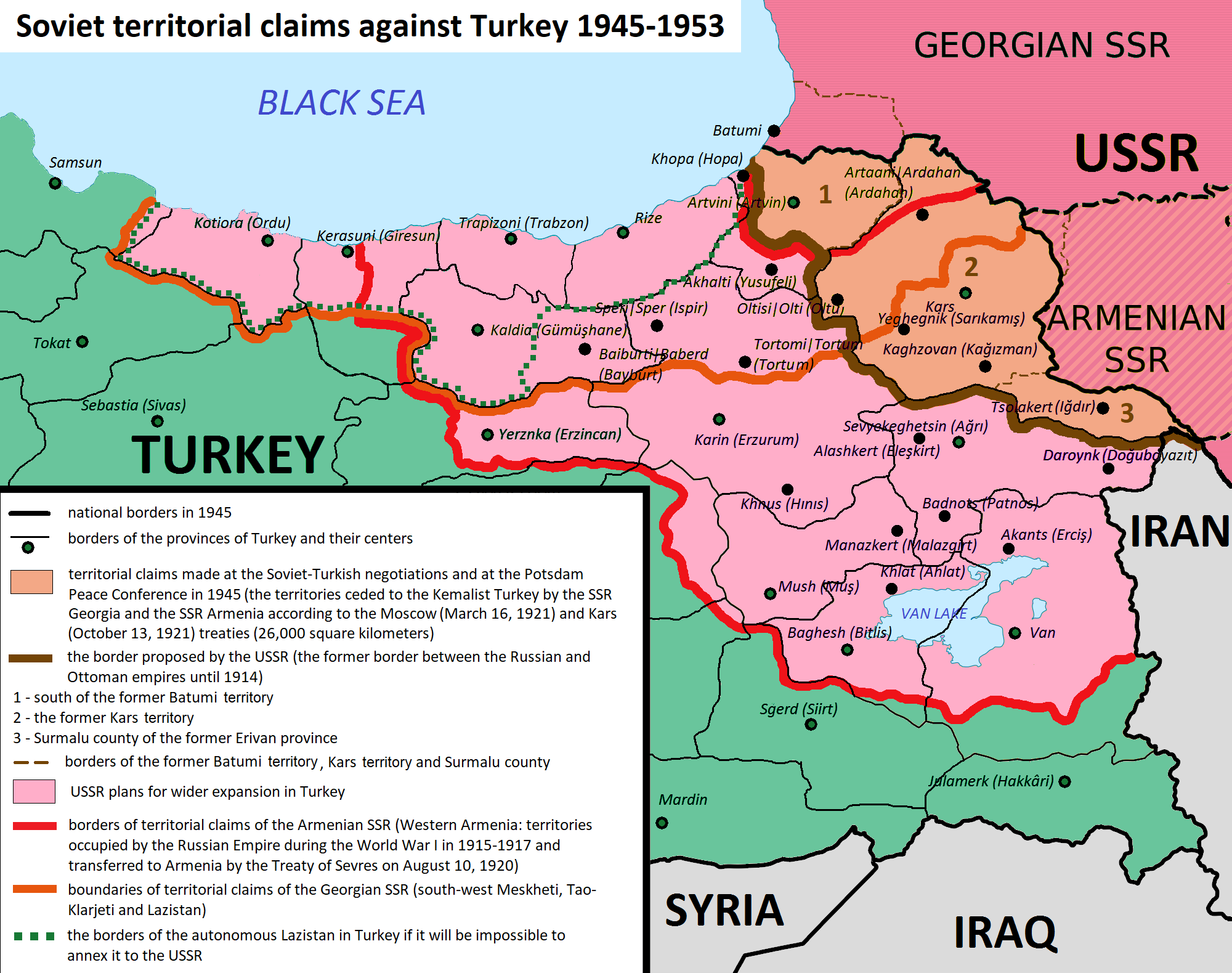

وفقًا لمذكرات نيكيتا خروتشوف فقد ضغط نائب رئيس الوزراء لافرينتي بيريا (في الفترة من 1946 حتى 1953) على جوزيف ستالين للمطالبة بأراضي شرق الأناضول التي كان من المفترض أن الأتراك سرقوها من جورجيا. ولأسباب عملية، فإن المزاعم السوفيتية، إذا نجحت، كانت ستعزز مكانة الدولة حول البحر الأسود وستضعف النفوذ البريطاني في الشرق الأوسط.

## الخلفية
اعترض الاتحاد السوفيتي منذ فترة طويلة على اتفاقية مونترو لعام 1936 والتي منحت تركيا السيطرة الكاملة على الشحن بين مضيق البوسفور وهو ممر مائي أساسي للصادرات الروسية. وعندما انتهت معاهدة الصداقة والحياد السوفيتية التركية لعام 1925 في عام 1945، اختار الجانب السوفيتي عدم تجديد المعاهدة. أخبر وزير الخارجية السوفيتي فياتشيسلاف مولوتوف المسؤولين الترك بوجوب حل مزاعم جورجيا والأرمن بالأراضي التي تسيطر عليها تركيا قبل إبرام معاهدة جديدة.
كانت الأراضي المتنازع عليها حول قارص وأرداهان تحكمها الإمبراطورية الروسية منذ العام 1878 حتى العام 1921 عندما تنازلت عنها روسيا لتركيا ولكن ظل يسكنها اثنيات مُعينة أصبح لديها الآن جمهوريات سوفيتية اشتراكية. جادل مولوتوف أنه وفي حين قام السوفييت بتطبيع حدودهم مع بولندا منذ التنازل عن الأراضي أثناء فترة الضعف السوفيتي عام 1921، فإن الشرعية لم تكن قد أضيفت على التنازلات المماثلة لتركيا من خلال إعادة التفاوض منذ ذلك الوقت.

## مطالبات

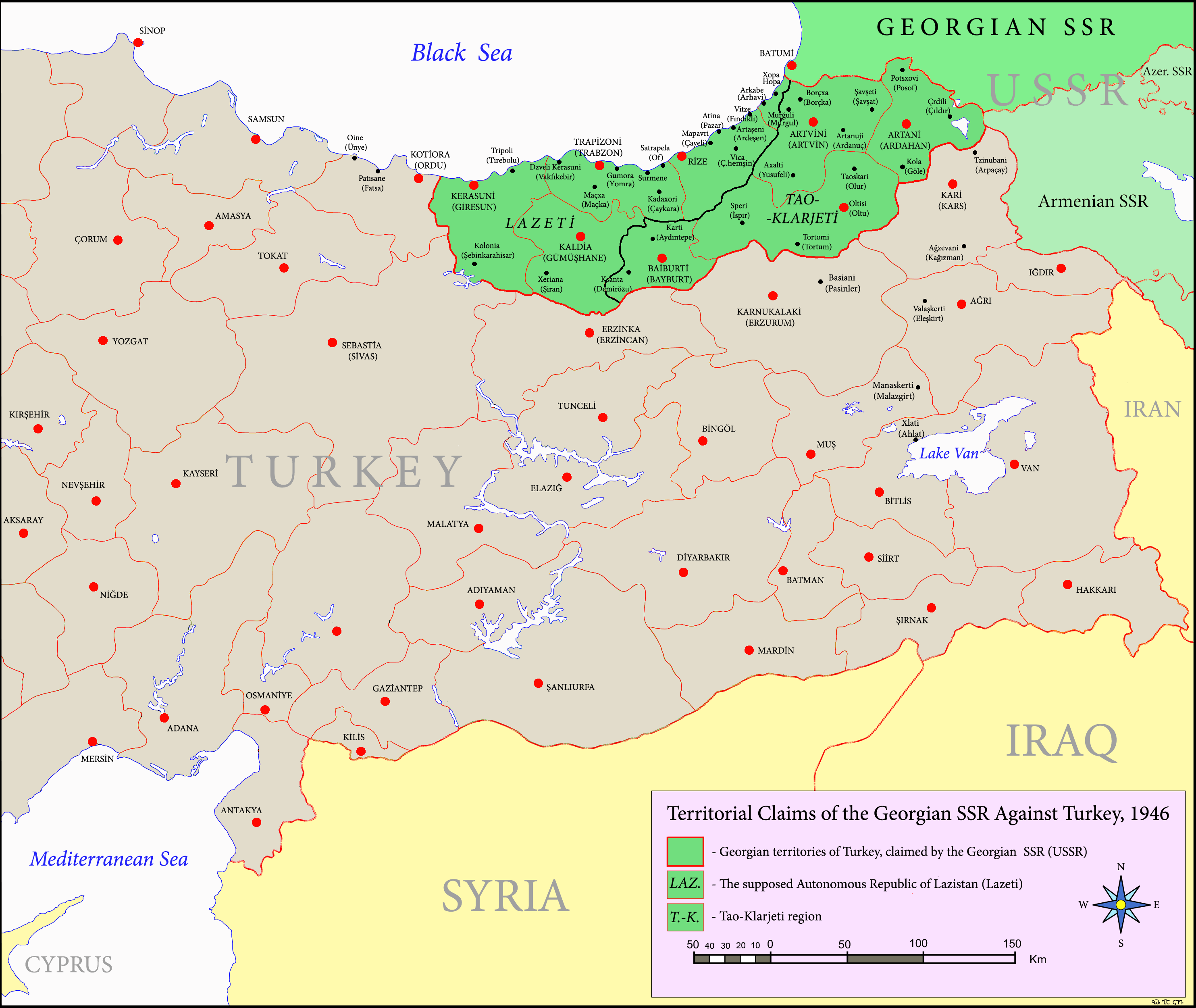
المطالبات الإقليمية لجمهورية جورجيا السوفييتية الاشتراكية ضد تركيا، 1946

من 14 وحتى 20 ديسمبر من العام 1945، نشرت الصحف المركزية الجورجية والروسية: «الشيوعية» و«زاريا فوستوكا» و«برافدا» و«إزفستيا» مقالةً بعنوان خطابنا الشرعي ضد تركيا كتبها الأكاديميان سيمون جاناشيا ونيكو بيردزينشفيلي. كُتب بالمنشور:
تم تخصيص القسم الأخير من التقرير إلى لازستان أو خانيتيا. تبدأ حدود هذه المنطقة من حدود مقاطعة باطوم وإلى الغرب على طول ساحل البحر الأسود إلى نهر تيرميدون بالقرب من مدينة تيرمي. تحتل هذه المنطقة ما يقرب من 20 ألف كيلومتر مربع وتحتضن رؤوس ريزا وطرابزون وفيجيه وفينار. كانت طرابزون مدينة لعرقية المرغلاني بوجود لافرينتي بيريا كمقيم محلي لها. لاحظ أن حروب العصور الوسطى مع بيزنطة وأحداث القرنين الحادي عشر والثالث عشر وجدت وجهًا موازيًا في التقرير. وأخيرًا، أشار التقرير إلى "أن الجمهورية الجورجية السوفيتية الاشتراكية بالتعاون مع القطاع الجنوبي من منطقة باطوم السابقة ومقاطعات أرتوين وأرداهان ومناطق أولتي السابقة، يمكن أن تطالب بمقاطعاتها التاريخية، بما في ذلك فارهال وتورتوم وأسبير (جنوب غرب ميتسيختسا) وشرق شانيتيا (منطقة ريزا) وشانيتيا المركزية (منطقة طرابزون).

## الخطط
كانت هناك ثلاث خطط سوفيتية تتعلق بمساحة الأراضي التي يجب أن تتنازل عنها تركيا:
- تضمنت الخطة الأولى أراضي الإمبراطورية الروسية السابقة أوبلاست قارص، وباتومي وسورمالي أويزد من محافظة يريفان (مدينة اغدير والمناطق المحيطة بها) التي كانت جزءً من الإمبراطورية الروسية من العام 1878 حتى العام 1918، والتي كانت بعدها جزءً من جمهورية أرمينيا (1918- 1920) وجمهورية جورجيا الديموقراطية في الأعوام 1918-1921.
- تضمنت الخطة الثانية مزاعم جورجية على طول نهر تشوروه وشرق لازيستان. وإدعاءً أرمينيًا بالاشكيرت (أضيفت مدينة بايزيت إلى قارص وسورمالي[5]).
- شملت الخطة الثالثة معظم مناطق البحر الأسود في تركيا (مناطق طرابزون وجوموشان وجيرسون على طول نهر تيرمي ومعظم الجزء الشرقي من الأناضول (أرضروم، ووان، وموش، وبدليس).

أرادت الحكومة السوفيتية إعادة أولئك من الشتات الأرميني في المناطق الت تم الحصول عليها منذ ثلاث سنوات (1946–1948) بعد الحرب العالمية الثانية وعددهم حوالي 150 ألف أرمني من أصل أرمني غربي وأحفادهم من سوريا ولبنان واليونان وبلغاريا ومهاجرين من رومانيا وقبرص وفلسطين والعراق ومصر وفرنسا إلى أرمينيا السوفيتية.[بحاجة لمصدر]

## الفشل
من الناحية الاستراتيجية، عارضت الولايات المتحدة ضم السوفييت لهضبة قارص لضرورة الدفاع عن تركيا. ومن الناحية الإيديولوجية، رأت بعض العناصر في الحكومة الأمريكية أن الادعاءات الإقليمية السوفيتية توسعية وتذكر بالعقيدة النازية على ألمان السوديت في تشيكوسلوفاكيا. ومنذ العام 1934، خلصت وزارة الخارجية الأمريكية إلى أن دعمها السابق لأرمينيا منذ الرئيس وودرو ويلسون (1913–1921) قد انتهى منذ فقدان الاستقلال الأرمني.
أدت معارضة الولايات المتحدة القوية لحركات تقرير المصير المدعومة من السوفييت في تركيا وبلاد فارس إلى سحق وإعادة ضم جمهورية مهاباد الكردية (1946–1947) وحكومة أذربيجان الشعبية (1945–1946) من قبل بلاد فارس. انضمت تركيا إلى حلف شمال الأطلسي العسكري المعادي للسوفييت في العام 1952. وبعد وفاة ستالين في العام 1953، تخلت الحكومة السوفيتية عن مزاعمها الإقليمية في تركيا كجزء من محاولتها تعزيز العلاقات الودية مع الدولة العابرة للقارات وشريكتها في التحالف الولايات المتحدة.